# Mesopolobus zetterstedtii
Mesopolobus zetterstedtii är en stekelart som först beskrevs av Dalla Torre 1898.  Mesopolobus zetterstedtii ingår i släktet Mesopolobus och familjen puppglanssteklar. Arten är reproducerande i Sverige. Inga underarter finns listade i Catalogue of Life.